# Severino Caveri
Severino (Séverin) Caveri (Ivrea, 29 maggio 1908 – Aosta, 19 dicembre 1977) è stato un politico italiano, tra i fondatori dell'Union Valdôtaine e secondo presidente non provvisorio della Giunta regionale della Valle d'Aosta dal 1946 al 1954, a guida di una coalizione UV-Democrazia Cristiana.
È stato inoltre deputato nazionale dal 1958 al 1963, capo del governo regionale dal 1963 al 1966 e presidente del Consiglio regionale della Valle d'Aosta dal 1975 al 1977.

## Opere
- Christianisme et socialisme